# Битва у Каменного моста
Битва у Каменного моста — крупное сражение, состоявшееся в 1363 года между отрядами Тамерлана и армией могольского хана Ильяс-Ходжи на территории Хатлонского района Таджикистана в районе Пул-и сангин — «каменного моста» через Вахш. Целью битвы был контроль над Чагатайским улусом.
На начало битвы весь Мавераннахр контролировал Ильяс-Ходжа и его регент Беккичик. Тамерлан и Хусейн создали себе плацдарм в северном Афганистане (Балх-Баглан), заручившись поддержкой барласов и хазарейцев. Оттуда они предприняли попытку вторжения в Мавераннахр. Первая попытка переправиться через Аму-Дарью оказалась неудачной, поскольку атаку отразил могольский отряд. Тогда мятежники двинулись через Кундуз в Бадахшан и оттуда проникли в Хатлон. Войска узбеков и мятежников встретились в ущелье реки Вахш. Первый день битвы закончился ничьей. Тогда Тамерлан решил создать видимость большого войска. Он оставил 500 воинов на мосту (ими руководили 3 командира Муса-бек, Муаид Арлат и Учкар Бахадур), а 1500 разбрелись по горам, зажигая костры. Один из узбекских отрядов бежал. После победы Тамерлан двинулся к Кешу и хитростью захватил его (200 барласов привязали охапки хвороста к лошадям для того, чтобы поднятая ими пыль имитировала наступление большого войска). На расстоянии 24 км от города расположился другой отряд Ильяс-Ходжи. Моголы впоследствии отступили, так как стало известно о смерти их хана Тоглук-Тимура.
Победа в сражении обеспечила дальнейший захват Самарканда и всего Мавераннахра Тамерланом.